# Times Square Excellence
Times Square Excellence est un gratte-ciel de 218 mètres pour 52 étages construit en 2006 à Shenzhen en Chine.